# Maison de l’art contemporain
 (février 2023).
Si vous disposez d'ouvrages ou d'articles de référence ou si vous connaissez des sites web de qualité traitant du thème abordé ici, merci de compléter l'article en donnant les références utiles à sa vérifiabilité et en les liant à la section « Notes et références ».
Maison de l’Art Contemporain MAC A est un espace artistique marocain situé au village d'Aquouass Briech, près d'Assilah au Maroc.

## Histoire
La Maison de l’Art Contemporain MAC A a été fondée en 2012 par l’artiste marocaine Ahlam Lemseffer au nord du Maroc sur la côte atlantique. Situé à 6 km de la ville d'Assilah dans la région Tanger-Tétouan, le lieu a abrité depuis son inauguration une multitude d’évènements artistiques et culturels dans le cadre de résidence d’artistes, notamment sous le Haut Patronage du Roi Mohammed VI. La Maison de l’Art a reçu des créateurs du monde entier,.
Elle a connu le passage de plusieurs artistes marocains comme commissaires des expositions, Ahmed Jaride.

## Symposiums
- 2014; Symposium International d'Art Contemporain- Artistes de la Méditerranée et du Moyen Orient- Le Collier de la colombe[2].

## Évènements
- Novembre 2022: MAC A Briech… Autour de Hamidi- Atelier résidence de peinture
- Septembre 2022: Assilah- Terre d'inspiration
- 2017: MAC A Briech … Chine Maroc- Ateli.r Résidence Dessin
- MAC A Briech… FRUIT DE FRENE- 1ère Rencontre Résidence Atelier- Poètes : Artistes Plasticiens
- Avril 2016: Résidence de Gravure Art Project 2- L’Art de l’Estampe
- Octobre 2016: Résidence de Gravure Art Project 3- L’Art de l’Estampe
- Novembre 2016: Polar Self Portrairs- Connecting faces and spaces- Climate change in contemporary art
- Février 2016: Résidence de Gravure Art Project 1- L’Art de l’Estampe
- Mars 2014: MAC A Briech … Complicité et partage- Atelier résidence de peinture
- Septembre 2014: MAC A Briech… Créations contemporaines- Atelier et résidence d’installations Maroc, Allemagne, Portugal, Espagne et Tchèque
- Septembre 2013: « MAC A Briech…Terre d’inspiration et de création. Atelier résidence de peinture »

## Expositions collectives
- 2014: Exposition des œuvres réalisée entre 2013 et 2014 par des artistes de la Méditerranée et du Moyen-Orient, y compris Mohamed Abou El Naga (Egypte), Mohammad Al Jaloos (Jordanie), Sami Ben Ameur (Tunisie), Christine Kertz (Autriche), Nadira Mahmoud (Sultanat d'Oman), Enzo Mario (Italie), Ahmed El Amine, Abdelkril El Azhar, Said Housbane, Ahmed Jaride, Ahlam Lemseffer[2].

- 2015: Exposition les Marocains du monde du 27 mai au 27 septembre, avec la participation de Khalide Bachir Brahim (Belgique), Hassan Badreddine (Italie), André El Baz (Italie), Khalid Bekay (Espagne), Abdeslam Hadiri (Maroc), Fatima Kileen (Australie) et d'autres[2] .